# Whitney Point
Whitney Point est un village du comté de Broome, dans l' État de New York, aux États-Unis,. En 2010, il comptait une population de 964 habitants, estimée au 1er juillet 2019 à 890 habitants. Le village est incorporé en 1871 et baptisé en l'honneur de Daniel S.Dickinson, sénateur des États-Unis.

## Démographie
Lors du recensement de 2010, le village comptait une population de 964 habitants. Elle est estimée, en 2019, à 890 habitants.